# Hilimondregeraya
Hilimondregeraya is een bestuurslaag in het regentschap Nias Selatan van de provincie Noord-Sumatra, Indonesië. Hilimondregeraya telt 1762 inwoners (volkstelling 2010).